# Hotel Colón

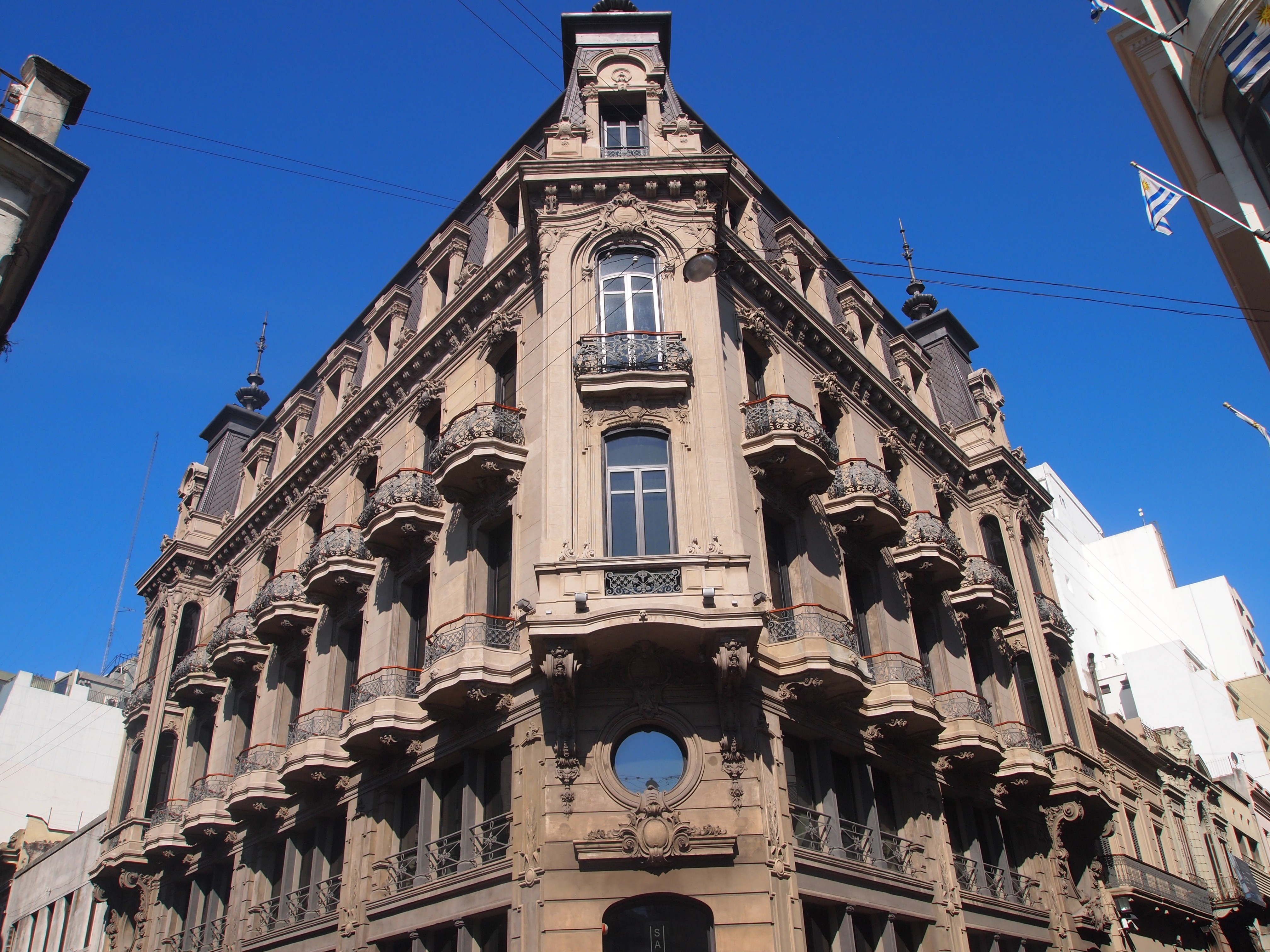
Hotel Colón

Das Hotel Colón ist ein Bauwerk in der uruguayischen Landeshauptstadt Montevideo.
Das von 1907 bis 1910 errichtete Gebäude befindet sich in der Ciudad Vieja an der Calle Rincón 640–650 an der Ecke zur Calle Bartolomé Mitre und ist auch unter dem Namen Palacio Gandós bekannt. Das anfangs als Geschäftshaus – ursprünglich war hier das Geschäft von Leoncio Gandós angesiedelt – und Hotel dienende Hotel Colón, dessen Architekt Juan Mirande war, beherbergt mittlerweile statt des Hotelbetriebes Büroräume und dient als Sitz der Banco Interamericano de Desarrollo (BID). Die Architektur des Gebäudes weist einen starken französischen Einfluss auf. Seit 1975 ist es als Monumento Histórico Nacional klassifiziert. In den Jahren 2002 bis 2004 fanden Restaurierungsarbeiten unter Federführung der Architekten Guillermo Gómez Platero, M. Gómez Platero, E. Cohe und R. Alberti statt.